# Microperoryctes aplini
Microperoryctes aplini е вид бозайник от семейство Бандикути (Peramelidae).

## Разпространение
Видът е разпространен в Индонезия.